# Eva Bennemann
Eva Bennemann (* 5. Oktober 2007) ist eine deutsche Tennisspielerin.

## Karriere
Bennemann begann mit fünf Jahren mit dem Tennisspielen und spielt bislang vor allem auf der ITF Junior Tour und der ITF Women’s World Tennis Tour, wo sie bisher aber noch keinen Titel im Einzel gewinnen konnte.
2020 wurde Bennemann Westfälische Meisterin der U14.
2022 erreichte sie bei den Nationalen Deutschen Hallen-Tennismeisterschaften mit einem 6:1 und 6:1 Sieg über Karina Hofbauer das Achtelfinale, scheiterte dort dann aber mit 6:4, 1:6 und 4:6 an Katharina Hering.
2023 erhielt sie im August eine Wildcard für das Hauptfeld im Einzel der mit 25.000 US-Dollar dotierten Erwitte Open, wo sie in der ersten Runde aber klar mit 0:6 und 0:6 gegen Kathinka von Deichmann verlor. Im Dezember startete sie bei den Nationalen Deutschen Hallen-Tennismeisterschaften in Biberach, gewann ihr Erstrundenmatch gegen Karla Bartel mit 6:4 und 6:1, verlor dann aber im Achtelfinale mit 3:6, 7:6 und 2:6 gegen Carolina Kuhl.
2024 wurde Bennemann Deutsche Meisterin im Doppel, Deutsche Vize-Meisterin im Einzel, gewann die Westfälischen Damen-Meisterschaften sowohl im Sommer als auch im Winter und holte sechs Titel bei Junioren-Weltranglistenturnieren auf der ITF Junior Tour. Im Juni stand sie im Einzel-Finale des W15 in Kamen, das sie gegen Stéphanie Visscher mit 2:6 und 2:6 verlor. Im Juli startete sie ebenfalls mit einer Wildcard im Hauptfeld der mit 25.000 US-Dollar dotierten Schönbusch Open. Sie zog mit einem 7:64 und 6:3 Sieg gegen Marie Vogt ins Achtelfinale ein, wo sie dann mit 6:2, 5:7 und 3:6 gegen Ylena In-Albon verlor. Anfang August erreichte sie bei den BTHC Women’s Open mit Siegen über Valentina Steiner und Daniela Vismane das Viertelfinale. Mitte Oktober steht sie bereits auf Platz 81 der Juniorinnen-Weltrangliste.
2025 startete sie als deutsche Nummer eins ihres Geburtsjahrgangs bei den Juniorinnenwettbewerben der Australian Open. Im Juniorinneneinzel verlor sie ihre Auftaktbegegnung gegen die auf Position zwölf gesetzte Alena Kovačková mit 3:6, 6:3 und 3:6. Im Juniorinnendoppel unterlag sie an der Seite ihrer Partnerin Reina Goto in der ersten Runde der Paarung Tereza Krejčová und Vendula Valdmannová mit 3:6 und 4:6. Bei den French Open erreichte sie im Juniorinneneinzel mit einem 6:2, 4:6 und 7:68 über ihre ehemalige Doppelpartnerin Reina Goto die zweite Runde, wo sie dann aber mit 2:6 und 3:6 gegen Julieta Pareja verlor. Im Juniorinnendoppel gewann sie an der Seite ihrer Partnerin Sonja Zhenikhova den Titel.

## Abschneiden bei Grand-Slam-Turnieren

### Juniorinneneinzel
| Turnier         | 2025 | Karriere |
| --------------- | ---- | -------- |
| Australian Open | 1    | 1        |
| French Open     | 2    | 2        |
| Wimbledon       | 1    | 1        |
| US Open         |      | —        |

Zeichenerklärung: S = Turniersieg; F, HF, VF, AF = Einzug ins Finale / Halbfinale / Viertelfinale / Achtelfinale; 1, 2, 3 = Ausscheiden in der 1. / 2. / 3. Hauptrunde; nicht ausgetragen

### Juniorinnendoppel
| Turnier         | 2025 | Karriere |
| --------------- | ---- | -------- |
| Australian Open | 1    | 1        |
| French Open     | S    | S        |
| Wimbledon       | 1    | 1        |
| US Open         |      | —        |